# Садарбс
«Са́дарбс» (латыш. «Sadarbs») — один из первых в Латвии творческих союзов, объединивший преподавателей Латвийской академии художеств, художников имевших академическое образование и искусствоведов. Был основан в 1924 году, просуществовал до начала 1940-х годов.
Инициаторами создания нового объединения были скульпторы Теодор Залькалнс и Карлис Зале. Первым председателем стал художник Валдемар Тоне (1924—1925); в дальнейшем, долгие годы, этот пост занимал живописец и сценограф Лудольф Либертс. В работе объединения в разные годы принимали участие около двадцати человек, среди них: Юлий Мадерниекс, Янис Силиньш, Буркард Дзенис, Рудольф Пельше, Карлис Миесниекс, Эдуард Бренценс, Карлис Бренценс, Конрадс Убанс, Янис Куга, Аугуст Аннусс, Арий Скриде, Вилис Васариньш, Эдуард Калныньш, Альберт Пранде, Юлий Страуме.
Целью создания организации было объединение представителей разных поколений, творческих стилей и предпочтений, в том числе была предпринята попытка найти общий язык с нарождающимся модернизмом. Деятельность художественного объединения не замкнулась на решении внутренних задач, были установлены тесные контакты с зарубежными коллегами. Наибольшее сближение произошло с бельгийскими и французскими художниками.
За время своего существования группа сумела организовать одиннадцать выставок в Риге (с 1928 года при участии иностранных художников) и одну в Брюсселе (1930). В 1938 году начала работу секция латвийской скульптуры. Полноправными членами объединения стали архитекторы Сергей Антонов и Эрнест Шталбергс.